# Linnea Axelsson
Linnea Axelsson (ur. 1980 w Porjus) – szwedzka pisarka i krytyczka sztuki, laureatka Nagrody Augusta.

## Życiorys
Urodziła się w 1980 roku w Porjus, na północy Szwecji. Ma saamskie korzenie od strony matki. Studiowała na Uniwersytecie w Umeå. W 2009 roku obroniła doktorat z historii sztuki poświęcony twórczości Louise Bourgeois i Rachel Whiteread. Zadebiutowała w 2010 roku powieścią Tvillingssmycket. Jej drugą publikacją był poemat epicki Ædnan, który ukazał się w 2018 roku. Utwór został wyróżniony nagrodami literackimi przyznanymi przez Studieförbundet vuxenskolan i dziennik „Svenska Dagbladet”. Poemat uzyskał także Nagrodę Augusta, zapisując się w historii nagrody jako drugi tom poezji z tym wyróżnieniem.
Ædnan jest archaicznym saamskim słowem oznaczającym ląd lub ziemię. Poemat opisuje losy dwóch saamskich rodzin na przestrzeni trzech generacji, które reprezentują historię Saamów w XX wieku. W uzasadnieniu przyznania Nagrody Augusta jury zwróciło uwagę na fakt, iż książka opisuje koniec tradycyjnego rytmu życia ludu. Choć pierwsze wydanie Ædnan liczy prawie osiemset stron, oszczędne wersy i duża ilość światła na stronach wizualnie odzwierciedlają dziewicze tereny, które zarysowano w poemacie.

## Dzieła
- Tvillingssmycket, 2010
- Ædnan, 2018[2]
- Magnificat, 2022[5]